# Star Sailors League
La Star Sailors League (SSL) es un ente rector deportivo de vela. Publica un ranking (SSL Ranking) y organiza un circuito de regatas de la clase Star (SSL Circuit) y una Copa del Mundo por naciones (SSL Gold Cup).
Es independiente del ente rector de la clase, la International Star Class Yacht Racing Association (ISCYRA), con la que mantiene convenios para el uso de las marcas y la promoción de la clase.
Se creó en 2013 a modo y semejanza de la ATP (creada en 1972), que organiza el ATP Tour y que elabora el ranking ATP. En 2017, el circuito ha sido reconocido por la Federación Internacional de Vela con el status de "Special Event".

## SSL Ranking
Se generan dos rankings semanalmente: uno para patrones y otro para tripulantes, que se elaboran con la puntuación de los 6 mejores resultados de las pruebas que integran el circuito, además de todas las de categoría 8, durante un periodo de dos años.
Al finalizar cada regata, se adjudican los puntos correspondientes a todos los participantes en un 100% durante 52 semanas. Desde la 53.ª semana hasta la 104.ª semana, el valor de los puntos obtenidos en cada regata finalizada hace más de 53 semanas baja al 50% de su valor inicial, y a partir de la 105.ª semana desde que finalizó la prueba, ya no se suman los puntos obtenidos en esa competición.
Las regatas que se incluyen en el circuito se dividen en 8 categorías, y los puntos que se reciben van en función de la categoría de la regata:
| Categoría | Regata                                           | Puntos al ganador |
| --------- | ------------------------------------------------ | ----------------- |
| 1         | Finales SSL                                      | 4,000             |
| 2         | Grand Slam SSL                                   | 3,000             |
| 3         | Campeonato del Mundo                             | 2,500             |
| 4         | Juegos Olímpicos                                 | 2,000             |
| 5         | Campeonatos Continentales                        | 750               |
| 6         | Campeonatos nacionales y de distrito > 30 barcos | 250               |
| 7         | Campeonatos regionales > 10 barcos               | 100               |
| 8         | Regatas locales > 3 barcos                       | 10                |

## SSL Circuit

### Grand Slam SSL
El Grand Slam está constituido por cuatro regatas de cinco días de duración cada una. Se disputan en cuatro tipos de condiciones de navegación diferentes:
- SSL Grand Slam Aguas Abiertas
- SSL Grand Slam Aguas Cerradas
- SSL Grand Slam Urbano
- SSL Grand Slam Vientos Fuertes

### Finales SSL
Las Finales SSL se disputan cada año entre un máximo de 30 barcos elegidos de la siguiente manera:
- Los 10 mejores patrones del ranking
- Hasta 15 patrones por invitación
- El mejor tripulante del ranking
- Un debutante menor de 25 años
- Un representante del país anfitrión
- Representantes de países emergentes (CHN, OMA, MEX, KOR, JPN, IND, …)

### Palmarés
| Año  | Sede      |                              |                                     |                                     |
| ---- | --------- | ---------------------------- | ----------------------------------- | ----------------------------------- |
| 2013 | Nassau YC | Robert Scheidt Bruno Prada   | Mateusz Kusznierewicz Dominik Życki | Mark Mendelblatt Brian Fatih        |
| 2014 | Nassau YC | Mark Mendelblatt Brian Fatih | Fredrik Lööf Anders Ekström         | Mateusz Kusznierewicz Dominik Życki |
| 2015 | Nassau YC | George Szabo Edoardo Natucci | Hamish Pepper Bruno Prada           | Xavier Rohart Pierre-Alexis Ponsot  |
| 2016 | Nassau YC | Mark Mendelblatt Brian Fatih | Xavier Rohart Pierre-Alexis Ponsot  | Robert Scheidt Henry Raul Boening   |
| 2017 | Nassau YC | Paul Goodison Frithjof Kleen | Robert Scheidt Henry Raul Boening   | Mark Mendelblatt Brian Fatih        |
| 2018 | Nassau YC | Jorge Zarif Pedro Trouche    | Robert Scheidt Henry Raul Boening   | Diego Negri Frithjof Kleen          |
| 2019 | Nassau YC | Iain Percy Anders Ekström    | Xavier Rohart Pierre-Alexis Ponsot  | Eivind Melleby Joshua Revkin        |

## SSL Gold Cup
El director deportivo de la SSL, Mateusz Kusznierewicz, anunció la creación de la SSL Nations Gold Cup en el Yacht Racing Forum de 2018 en Lorient, y se presentó oficialmente en el Museo Olímpico (Lausana) en 2019 como un evento bianual cuya primera edición sería albergada por el Círculo de Vela de Grandson en septiembre y octubre de 2021. Suspendida por la pandemia de COVID-19, la primera Copa del Mundo de vela por naciones finalmente celebró las regatas clasificatorias entre el 19 de mayo y el 17 de julio de 2022 en Grandson, en el Lago de Neuchâtel. Compitieron los países que ocupaban las posiciones del 25 al 56 en el ranking de enero de 2022, divididos en 8 grupos de 4 equipos nacionales cada uno, disputando 5 rondas y clasificándose los 2 primeros de cada grupo para las finales, en las que se unieron a los 24 mejores clasificados del ranking. Estas finales, con 40 equipos nacionales, se iban a celebrar en Baréin en octubre y noviembre de 2022, pero tuvieron que aplazarse a 2023 y se celebraron entre el 10 de noviembre y 3 de diciembre de 2023 en Las Palmas de Gran Canaria, (Gran Canaria) con yates de la clase SSL47, una versión de 47 pies de los monocascos RC44.

### Palmarés
| Año  | Sede                       | Equipo Capitán           | Equipo Capitán          | Equipo Capitán            |
| ---- | -------------------------- | ------------------------ | ----------------------- | ------------------------- |
| 2023 | Las Palmas de Gran Canaria | Hungría · Zsombor Berecz | Italia · Vasco Vascotto | Países Bajos · Roy Heiner |